# Rhamphomyia nubes
Rhamphomyia nubes är en tvåvingeart som först beskrevs av Collin 1969.  Rhamphomyia nubes ingår i släktet Rhamphomyia och familjen dansflugor. Inga underarter finns listade i Catalogue of Life.